# BR-010
La BR-010, también conocida como Rodovia Belém-Brasilia, es una carretera radial federal en Brasil, con 1 959,6 kilómetros de extensión (incluidas las secciones no desarrolladas). Su punto de partida es en el Distrito Federal, en la ciudad de Brasilia, y el final, en el estado de Pará, en la ciudad de Belém, pasando por los siguientes estados: Maranhão, Tocantins y Goiás.

## Importancia económica
La carretera Belém-Brasilia permitió la integración geográfica de Brasil, uniendo el país de norte a sur, con la ciudad de Brasilia como el punto central de esta conexión. BR-010 fue relevante en el proceso de consolidación de ciudades en la región Centro-Norte del estado de Goiás. La construcción de la carretera permitió crear 58 municipios y aldeas en sus orillas.